# عالم الكيمياء البحرية
| المركب           | التركيز (مول/كيلوجرام) |
| ---------------- | ---------------------- |
| H2O              | 53.6                   |
| Cl-              | 0.546                  |
| Na+              | 0.469                  |
| Mg2+             | 0.0528                 |
| SO2-4            | 0.0282                 |
| Ca2+             | 0.0103                 |
| K+               | 0.0102                 |
| CT               | 0.00206                |
| Br-              | 0.000844               |
| BT (total boron) | 0.000416               |
| Sr2+             | 0.000091               |
| F-               | 0.000068               |

عالم الكيمياء البحرية Marine chemistry هو متخصص في البيئة، والسلامة والصحة المهنية يهتم بدراسة العمليات الكيميائية وتكوين المسطحات المائية البحرية.
ويشمل ذلك مجموعةً واسعةً من المعايير التي تتضمن رصد المواد الكيميائية غير العضوية الذائبة والكيمياء من الجسيمات العضوية. ويتمثل الاستخدام الرئيسي للكيمياء البحرية في تنظيم ورصد التلوث لحماية البيئة البحرية. وتستخدم الهيئات الحكومية غير الإدارية مثل وكالة حماية البيئة الأسكتلندية علماء الكيمياء البحرية في رصدهم للمياه التي ينمو فيها المحار، مياه الاستحمام، ومياه الساحل ومصبات الأنهار لتنظيم وتنفيذ المعاهدات والسياسة البيئية الحكومية مثل الإطار التوجيهي للمياه.
عالم الكيمياء البحرية هو أيضًا متخصص متدرب مسئول عن ضمان إصلاح وبناء السفن البحرية بأمان وخاصةً عندما تؤدي هذه الإصلاحات إلى الحرائق أو الانفجارات، أو التعرض لأبخرة سامة أو مواد كيميائية. وبحكم تدريبه أو تدريبها، والخبرة والتعليم، يكون عالم الكيمياء البحرية مؤهلاً بشكل فريد كمتخصص في السلامة المهنية بالأماكن المغلقة وفي اختيار عينات من الغلاف الجوي أو رصدها. جمعية علماء الكيمياء البحرية
سبب أهمية عالم الكيمياء البحرية؟ لنأخذ دقيقة لدراسة هذا السؤال. تصميم السفينة الأساسي المتمثل في الأسطح المفتوحة والأماكن المغلقة لتخزين البضائع لم يتغير على مدى عقود. وتغيرت المواد الهيكلية والأساليب، ولكن من حيث المبدأ، ظل المفهوم الأساسي للتصميم كما هو لعدة قرون. إلا أن البضائع اليوم قد تحولت إلى كميات هائلة من المواد السامة. وهو ما عمل على إضافة المخاطر الصحية للتسمم إلى قائمة مخاوف السلامة المتمثلة في الحريق والانفجار، ليس فقط أثناء الرحلة، ولكن حتى عندما تكون السفينة في مرسى السفن للصيانة والإصلاح الروتيني.
وفي عام 1963، تولت الجمعية الوطنية للوقاية من الحريق الإشراف على برنامج عالم الكيمياء البحري. وتواصل الجمعية الوطنية للوقاية من الحريق (NFPA) الإشراف على المهنة التي تقوم على معيار الجمعية الوطنية للوقاية من الحريق رقم 306: وهو معيار للتحكم في أخطار الغاز على السفن. معلومات الجمعية الوطنية للوقاية من الحريق حول عالم الكيمياء البحرية

## المركبات العضوية في المحيطات
رسم تخطيطي يوضح كيمياء المحيطات حول أعماق البحار فتحة التهوية الحرارية المائية
تقدر المادة العضوية المذابة الملونة (CDOM) بما يتراوح بين 20-70٪ من محتوى الكربون في المحيطات ، وهي أعلى بالقرب من منافذ الأنهار وأقل في المحيط المفتوح.
تتشابه الحياة البحرية إلى حد كبير في الكيمياء الحيوية مع الكائنات الأرضية ، إلا أنها تعيش في بيئة مالحة. إحدى نتائج تكيفها هي أن الكائنات البحرية هي المصدر الأكثر إنتاجًا للمركبات العضوية المهلجنة.

## البيئة الكيميائية

رسم تخطيطي يوضح كيمياء المحيطات حول الفتحات الحرارية المائية في أعماق البحار.

يوفر المحيط بيئات بحرية خاصة تسكنها كائنات متطرفة يزدهرون في ظل ظروف غير عادية من درجات الحرارة والضغط والظلام. تشمل هذه البيئات
الفوهات الحرارية المائية والمدخنين السود  والتسربات الباردة في قاع المحيط ، مع أنظمة بيئية كاملة من الكائنات الحية التي لها علاقة تكافلية مع المركبات التي توفر لها الطاقة من خلال عملية تسمى التوليف الكيميائي.

## الصفائح التكتونية

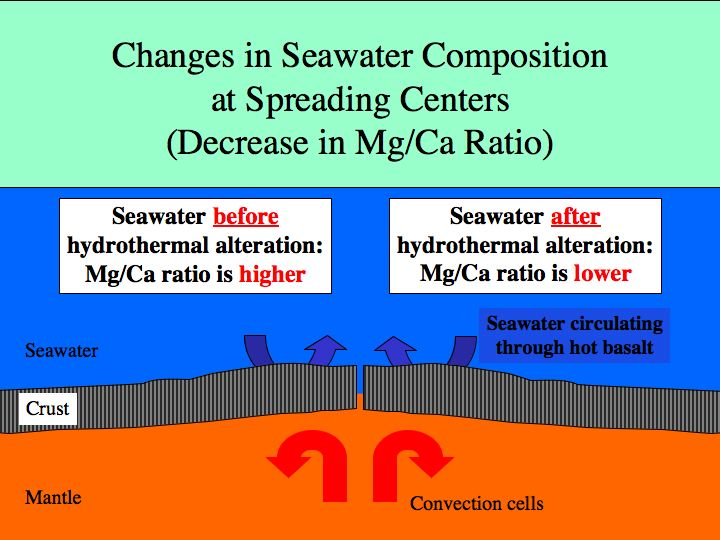
تغيرات نسبة المغنيسيوم إلى الكالسيوم المرتبطة بالنشاط الحراري المائي في مواقع التلال وسط المحيط

انتشار قاع البحر على [حافة وسط المحيط] هو مقياس عالمي  التبادل الأيوني.  تُدخل الفتحات الحرارية المائية في مراكز الانتشار كميات مختلفة من الحديد والكبريت والمنغنيز والسيليكون وعناصر أخرى في المحيط ، يتم إعادة تدوير بعضها في  قشرة المحيط. هيليوم-3 ، وهو نظير يصاحب النشاط البركاني من الوشاح ، ينبعث من الفتحات الحرارية المائية ويمكن اكتشافه في أعمدة داخل المحيط. 
تتراوح معدلات الانتشار على تلال وسط المحيط بين 10 و 200 & nbsp؛ mm / yr. تسبب معدلات الانتشار السريع زيادة تفاعلات البازلت مع مياه البحر. ستكون نسبة المغنيسيوم / الكالسيوم أقل بسبب إزالة المزيد من أيونات المغنيسيوم من مياه البحر واستهلاكها بواسطة الصخور ، كما يتم إزالة المزيد من أيونات الكالسيوم من الصخور وإطلاقها في مياه البحر. النشاط الحراري المائي في قمة التلال فعال في إزالة المغنيسيوم.  نسبة Mg / Ca أقل تفضل الترسيب من الكالسيت منخفض المغنيسيوم  تعدد الأشكال من كربونات الكالسيوم (بحر الكالسيت). 
الانتشار البطيء في التلال الوسطى للمحيطات له تأثير معاكس وسيؤدي إلى نسبة Mg / Ca أعلى لصالح ترسيب الأراجونيت وتعدد أشكال الكالسيت عالي المغنيسيوم من كربونات الكالسيوم (بحر الأراجونيت). <اسم المرجع = " : 0 "/>
تظهر التجارب أن معظم كائنات الكالسيت الحديثة عالية المغنيسيوم كانت تحتوي على الكالسيت منخفض المغنيسيوم في بحار الكالسيت السابقة ،  مما يعني أن نسبة Mg / Ca في الهيكل العظمي للكائن تختلف باختلاف نسبة Mg / Ca لـ مياه البحر التي نمت فيها.
وهكذا يتم تنظيم معادن  بناء الشعاب المرجانية والكائنات المنتجة للرواسب من خلال التفاعلات الكيميائية التي تحدث على طول سلسلة التلال في منتصف المحيط ، والتي يتم التحكم في معدلها من خلال معدل انتشار قاع البحر. <اسم المرجع = ": 2" /> 

## اقرا ايضا
- سقوط الحوت